# منجم أرجونات
منجم أرجونات هو منجم ذهب في مدينة جاكسون بولاية كاليفورنيا الأمريكية. اكتشف في عام 1850 وكان موقع أسوأ كارثة وقعت في مجال تعدين الذهب في تاريخ الولاية. سجل المنجم الذي أغلق في عام 1942، بالإضافة إلى منجم كينيدي المجاور، باعتبارهما معالم تاريخية في كاليفورنيا #786.
اكتشف المنجم عاملي مناجم، هما جيمس هاجر وويليام تودور. وبدأ التطوير الحقيقي للمنجم في عام 1893 عندما قامت بشرائه شركة أرجونات للتعدين (Argonaut Mining Company). وظل المنجم يعمل حتى عام 1942، حتى بلغ عمقه العمودي 5,570 قدم (1,700 م) ومهواة بزاوية 63 درجة وأنتج ذهبًا تزيد قيمته عن 25 مليون دولار.

## الكارثة
في 27 أغسطس 1922، حاصرت النيران 47 عامل تعدين، معظمهم مهاجرين من إيطاليا وإسبانيا وصربيا في عمق بلغ 4,650 قدم (1,420 م) تحت الأرض. وقام عمال المنجم الآخرون الذين كانوا بالقرب من السطح بصب الماء من المهواة لمحاولة إخماد النيران. ومع بزوغ الفجر، وصل سكان المدينة وعمال المنجم الآخرون للمساعدة، ولكن استغرق إطفاء النيران يومين ونصف.
بدأ المسعفون في إعادة فتح الأنفاق من منجم كينيدي الذي أغلق منذ وقوع حريق في وقت سابق في عام 1919. وكان التقدم يسير ببطء، ولكن ظلت الآمال عالية حتى يوم 18 سبتمبر عندما مات طائر كناري تم إدخاله وراء الجدار الفاصل بواسطة عمال مجهزين بخزان أكسجين. ومع ذلك، استغرق الأمر ثلاثة أسابيع للتمكن من الوصول إلى المستوى الذي علق فيه عمال المنجم. ولم ينج أي من العمال، وأشارت الأدلة إلى أنهم ماتوا جميعًا في غضون ساعات من نشوب الحريق. هذا بالإضافة إلى عدم العثور على إحدى الجثث إلا بعد عام من وقوع الكارثة. والمحتمل أن الماء جرف جثته عبر المهواة إلى داخل المنجم، ولكن في وقت وقوع الحدث، خمنت الصحف أنه هرب من المنجم ليبدأ حياة جديدة.
توصلت النتائج إلى أن المنجم خالف تعليمات الأمن والسلامة، ولكن فلت الملاك من العقاب؛ حيث يمتلك مكتب الولايات المتحدة للمناجم قوة إنفاذ ضئيلة. ولم يتم التوصل إلى سبب الحريق وسجل على أنه "حريق مفتعل"، وهو مصطلح واسع يعني إما حريق جنائي أو تمديدات كهربائية معيبة.

## المرجع الثقافي
سميت مدرسة أرجونات الثانوية الواقعة في مدينة جاكسون بولاية كاليفورنيا على اسم المنجم.